# 俄羅斯足球總會
俄羅斯足球總會（俄语：Российский Футбольный Союз，簡稱RFU）是俄羅斯的足球主管團體，總部設於莫斯科，負責組織各級聯賽（最高級別是俄羅斯足球超級聯賽）及俄羅斯國家隊。

## 歷史
俄羅斯足球總會的前身「全俄羅斯足球總會」（All-Russian Football Union，簡稱VRS）成立於1912年1月19日，同年獲准加入國際足協，當時總會包括俄罗斯帝国境內52個地區分會。1934年改組成為「蘇聯足球部門」（Football Section of Soviet Union），並於1946年獲准再次加入國際足協，在1954年參加歐洲足協，其後部門重組成為「蘇聯足球總會」（Football Federation of USSR）。而掌控實權直屬「蘇聯體育部」（Soviet Ministry of Sport）的「蘇聯體育委員會足球部」（Football Directorate of the Soviet Sport Committee）與足球部門及足球總會同時並存，但在國際層面上不被承認。
苏联解体後，現代的俄羅斯足球總會於1992年2月8日正式成立，同年7月3日重返國際足協。

## 外部連結
- （俄文）（英文）Football Union of Russia Website（页面存档备份，存于）
- Russia (USSR) National Football Team（页面存档备份，存于）
- Russia（页面存档备份，存于） at FIFA site
- Russia（页面存档备份，存于） at UEFA site